# Tiefschneefahren

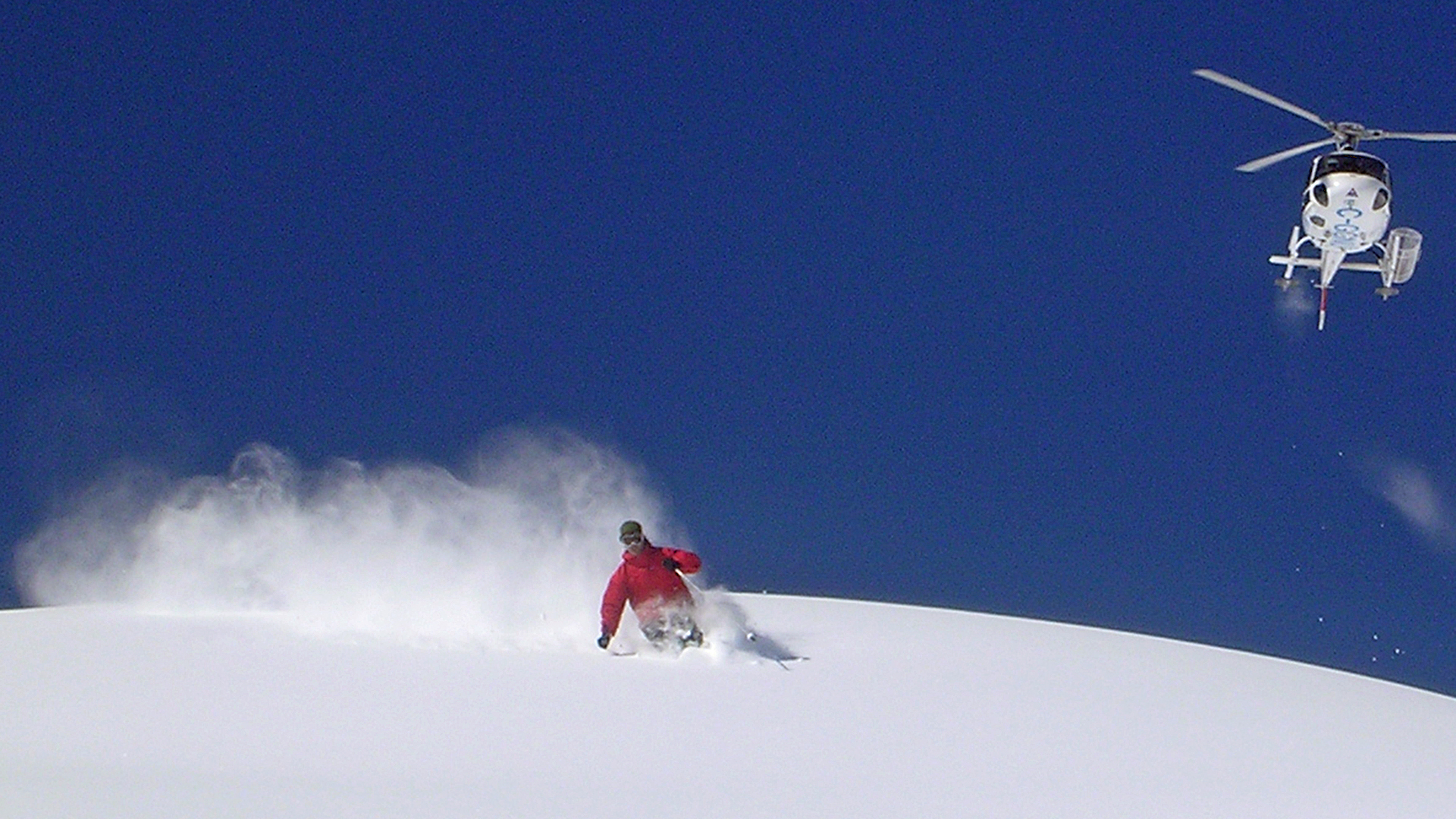
Tiefschnee-Skifahrer, vermutl. nach Absetzen durch einen Helikopter (Heliskiing)

Tiefschneefahren ist das Skifahren oder Snowboarden in tiefem, im Idealfall gänzlich unberührten Schnee abseits präparierter Pisten. Die Technik des Tiefschneefahrens zu beherrschen ist unerlässlich für das Ausüben des Freeridens, daneben erfordert freies Skifahren aber auch den Umgang mit ungünstigeren Schneeverhältnissen. Da der Sportler dabei der Gefahr ausgesetzt ist, die Schneebretter und Lawinen darstellen, sind entsprechende Kenntnisse etwa zur Einschätzung der Schneeverhältnisse und der Wahl der Fahrspur ebenso wichtig wie die Vermeidung riskanter Verhaltensweisen.

## Technik des Tiefschneefahrens mit Ski

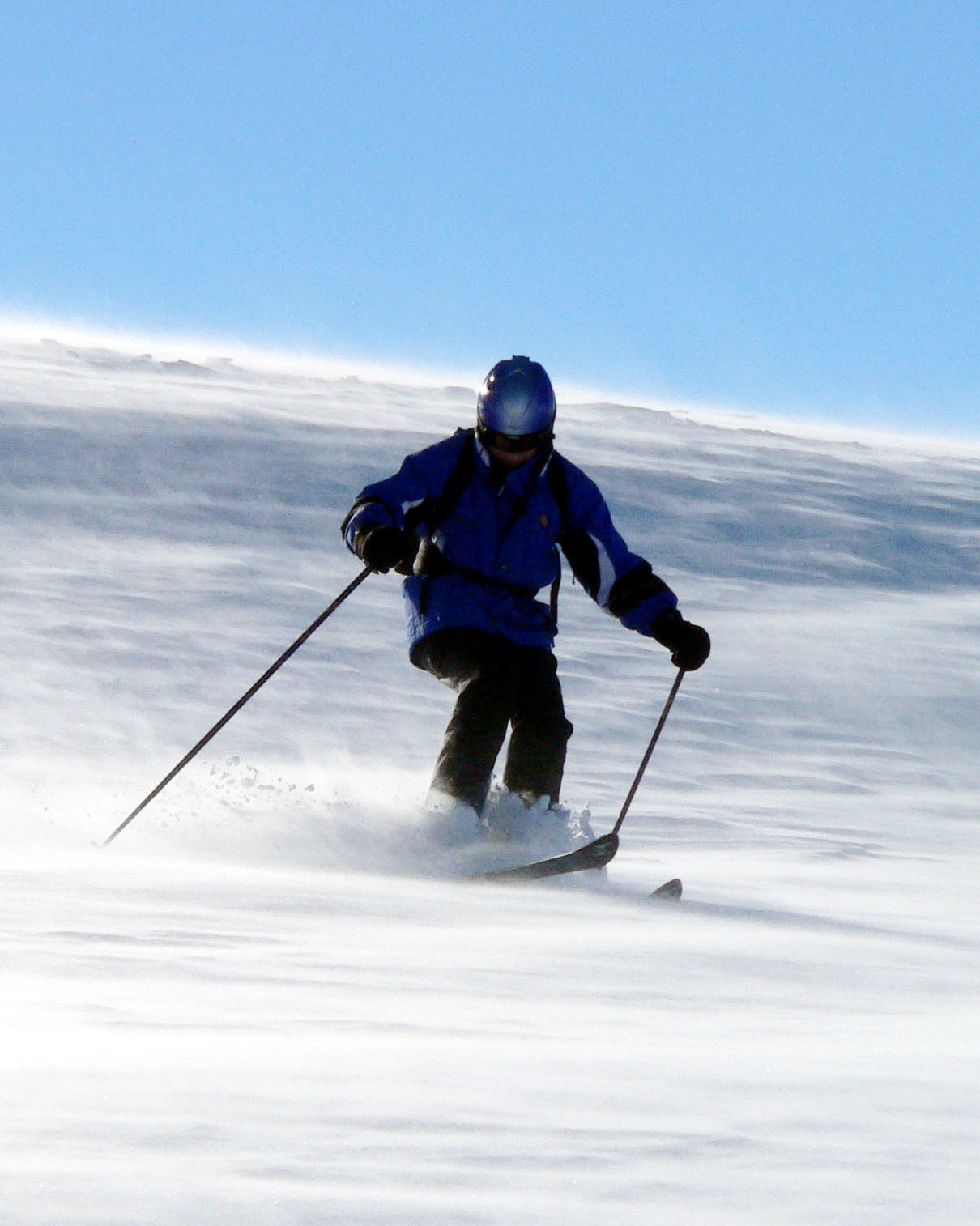
Skifahrer im freien Gelände

Die Basis für das Tiefschneefahren bildet das Skifahren in allen Radien. Optisch ist der Skifahrer in der Steuerphase zwar in Rücklage, bezieht man aber die Körperposition auf die Ski, kann ein Pendeln um die Mittellage beobachtet werden.
Die Technik für das Tiefschneefahren ist ein Parallelschwung mit aktiver Entlastung. Dadurch werden die Ski über oder nahe an die Schneeoberfläche gebracht, da sie wegen des dort geringeren Widerstandes leichter gedreht werden können. Das anschließende Eintauchen der Ski in den Tiefschnee baut einen Gegendruck auf, der die nächste Entlastung unterstützt. Dies erleichtert direkt aufeinander folgende Schwünge erheblich. Diese rhythmische Wiederholung nennt man „Tiefschnee-Schwingen“ oder Wedeln. Durch eine geschlossene Skiführung ergibt sich ein Auftrieb, der das Tiefschneefahren erleichtert. Des Weiteren ist es für das kontrollierte Schwingen im Tiefschnee wichtig, beide Skier gleichmäßig zu belasten.
Für einen guten Lernerfolg ist die richtige Schnee- und Geländewahl besonders wichtig. Am leichtesten erlernt man das Tiefschneefahren bei 10–20 cm frisch gefallenem, leichtem Schnee auf einer festen Unterlage mit einer relativ flachen Hangneigung. Hier kann der erforderliche Rhythmus gut geübt werden. Mit fortschreitender Übung können auch steilere Hänge mit tieferem Schnee gewählt werden. Allerdings ist hierbei immer das Schneebrettrisiko zu berücksichtigen. Mit Zunahme der Hangneigung nimmt auch die potenzielle Gefahr der Auslösung eines Schneebretts zu.
Ganz anders kann ein Kurzski im extremen Gelände gefahren werden: Aus der Schrägfahrt wird das Körpergewicht nach hinten verlagert, die entlasteten Skier „stehen“ kurz auf ihren rückwärtigen Enden und können jetzt zum Tal gekippt werden. Während des ganzen Schwungs haben die Skier Bodenkontakt, was jederzeit die Möglichkeit zur Korrektur gibt, z. B. auf einer unerwarteten Eisplatte.
Dieser Schwung hat keine Ähnlichkeit mit dem oben beschriebenen „Parallelschwung mit Hochentlastung“, der im extrem steilen Gelände einen kräftigen Absprung mit beiden Beinen, das Drehen der Skier „in der Luft“ um bis zu 180 Grad und die abschließende wuchtige Landung in einem oft unbekannten Terrain voraussetzt.
Mit den besonders breiten Tiefschneeski ist das Tiefschneefahren deutlich leichter: Diese Ski bleiben durch ihre große Auflagefläche mit den Spitzen immer an der Schneeoberfläche. Der Schnee drückt die Ski ständig nach oben (die Ski "schwimmen auf"). Dadurch lassen sie sich sehr leicht drehen. Das Fahrgefühl ist bei diesen Ski ähnlich wie beim Snowboard.

## Technik des Tiefschneefahrens mit dem Snowboard

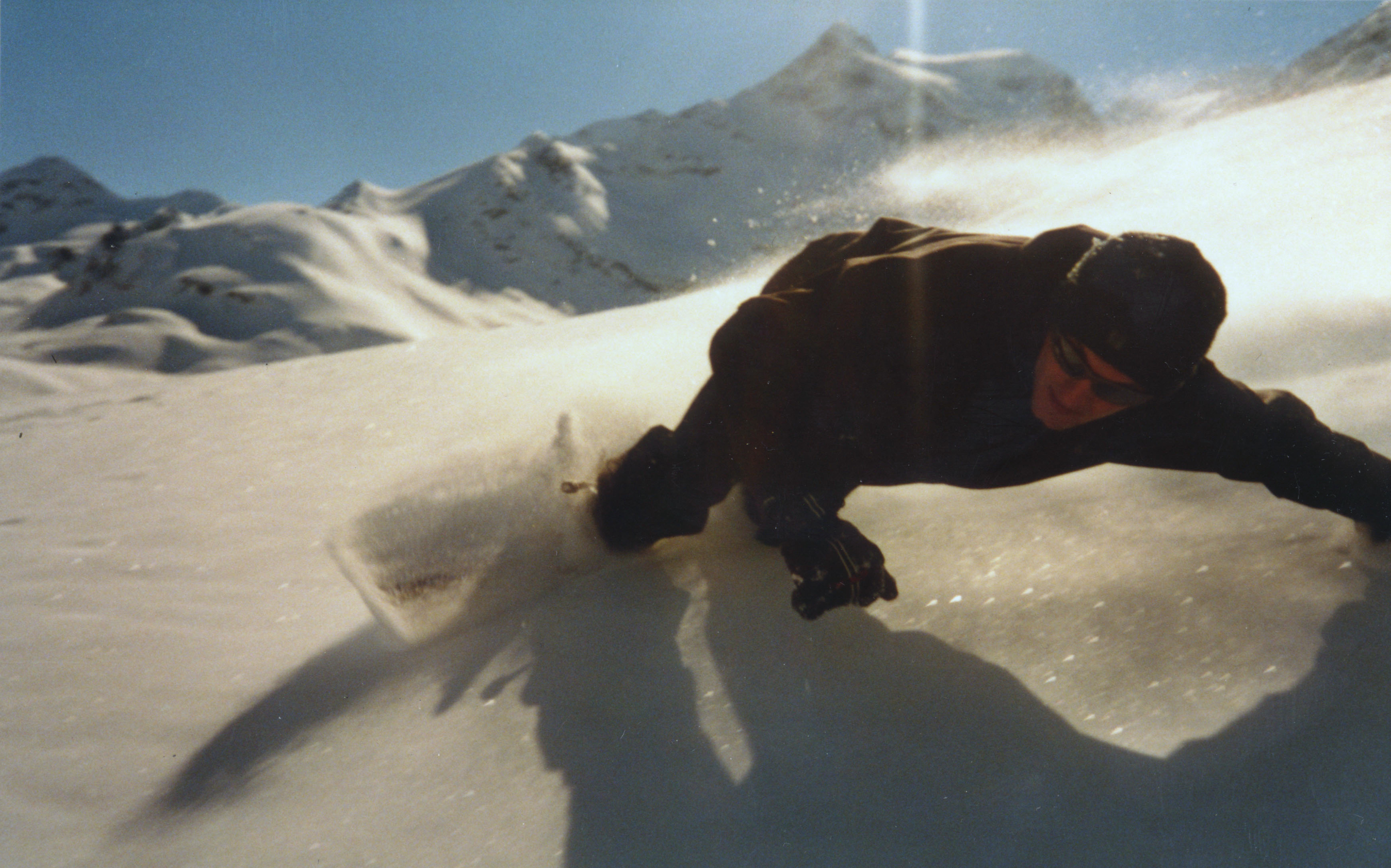
Snowboarder mit hoher Geschwindigkeit im Pulverschnee abseits der Piste

Das Tiefschneefahren mit Skiern ist, abgesehen von speziellen Tiefschneeskiern, technisch anspruchsvoll und schwierig zu erlernen. Beim Snowboardfahren geht es deutlich einfacher. Wichtig ist eine gewisse Geschwindigkeit, da der Fahrer sonst das Snowboard nicht steuern kann und leicht umfällt. Der Bewegungsablauf beim Kurvenfahren ist ähnlich wie bei den Standard-Driftschwüngen auf der Piste. Allerdings liegt der Schwerpunkt des Fahrers nicht auf der Kante des Snowboards, sondern auf der Snowboardfläche. Das Versetzen der Bindungen beider Füße in die hinterste Position auf dem Brett oder eine Verlagerung des Gewichts auf das hintere Bein verhindert das bei Anfängern gefürchtete Einstechen der Boardspitze in den Schnee, was fast unweigerlich zum Sturz, oft in Saltoform, führt. Die Bewegungen zur Schwungauslösung sind deutlich weicher, weniger dynamisch und kraftvoll als auf der Piste. Bei schneller Fahrt kann sich der Fahrer in die Kurve legen, um die Fliehkraft auszugleichen. Solche Geschwindigkeiten sind allerdings nur bei absolut freier Sicht, ebenem Geländeverlauf und perfekter Schneelage und -qualität zu empfehlen.